# De virkningsfulde Tabletter
De virkningsfulde Tabletter  è un cortometraggio muto del 1911 diretto da Eduard Schnedler-Sørensen. Prodotto dalla Nordisk Film Kompagni, il film era una commedia che aveva come interpreti Carl Alstrup e Karen Poulsen.

## Produzione
Il film fu prodotto dalla Nordisk Film Kompagni.

## Distribuzione
In Danimarca, il film - un cortometraggio in una bobina - uscì in sala nel 1911.